# Semiothisa cinerearia
Semiothisa cinerearia är en fjärilsart som beskrevs av Bremer och William Grey 1853. Semiothisa cinerearia ingår i släktet Semiothisa och familjen mätare. Inga underarter finns listade i Catalogue of Life.